# Брђани (Срби)
Брђани су припадници седам српских племена у историјској области званој Брда (или Седмора брда) у данашњој Црној Гори. По племенској подели, у Брђане спадају: Бјелопавлићи, Пипери, Братоножићи, Васојевићи, Кучи, Морачани и Ровчани. Регионална посебност Брда и Брђана, у односу на суседну Стару Црну Гору, огледала се у званичној употреби двојног државног назива, који је од краја 18. вијека па све до средине 19. вијека гласио: Црна Гора и Брда. Регионалне традиције и особености Брђана очуване су до савременог доба.

## Свједочанства о Брђанима
Због непостојања центара за ширење писмености тј. описмењавање, у вријеме послије пада под турску управу 1456-1475, јер су то тада једино могли бити најзначајни манастири као епископски/владичански центри, а међу њима их није било (изузев Острога и то веома кратко, од доласка св. Василија међу њих до његове смрти 1571.г. када његов титула Источнохерцеговачког епископа се враћа у Тврдош, из Манастира Мораче који служи само као привремено/принудно склониште пећких патријарха) управо то је и разлог био њихове релативне културне заосталости наспрам других дијелова српског народа, а ако се томе и дода да нијесу имали ни градова, ствари постају много јасније зашто је остало заиста мало писаних свједочанстава да Брђани сами себе тако називају (један од њих је Марко Миљанов). Зато је у домаћим и страним изворима остало много података других о њима.
Пјешивци су раније били брђанско, а не црногорско племе (постају црногорско након припојења Катунској нахји) а Морачани, Ровчани и Васојевићи раније нису били брђанска него херцеговачка племена.
Владика Цетиња и Скендерије Висарион Бориловић Бајица, 10. децембра 1678. године у писму млетачком провидуру Далмације и Арбаније, Јеролиму Корнеру, пише да су Кучи и други Брђани разбили турску војску. Препоручује 2000 Црногораца млетачкој служби, који би с барјаком од свете вјере, тј. са часним крстом, били пред њима (непријатељима).
Сулејман-паша Бушатлија је 1689. године позивао црногорске и брђанске главаре да му се повинују, а по Лазару Томановићу, паша је разликовао Црногорце од Брђана.
Илија Дрекаловић, војвода и гувернадур брђански, у свом писму из Куча од 15. септембра 1755, пише владикама Сави и Василију: ...Исто како су учињели Црногорци и Приморци, и ми се кунемо на светом Јеванђељу да нећемо штеђети своје крви за крст часни и своје отечество...
Симеон Пишчевић је у Историји српског народа из 1795. о Брђанима (Никшићи, Бјелопавлићи, Васојевићи и други) записао да су наочити, храбри, смјели и да су скоро сви високи и снажни. Краси их врлина што држе своју ријеч и не лажу, а по природи су ратничког духа. Црногорци су им били у непосредном сусједству.
Петар I Петровић Његош их спомиње у бројним посланицама и писмима. У писму Петра I упућеном Махмуд паши Бушатлији је написано:
Што ми пишеш да Брђанима помоћ не дајем и да их не пуштам у Црну Гору... Брђани су моја браћа као и Црногорци... прођи се сиротиње брцке...
Миховил Павлиновић је у Подгори 1865. године написао текст Из повјести Црногорске Арбанаске који је објављен 1866. године у црногорском годишњаку Орлић. У тексту наводи податак да постоје два реда брђанских предјела, један је арбанаски, а један србски.
Спиридон Гопчевић је записао : 
Већ у XV вијеку постојала је једна независна Кнежевина Зета, названа по истоименој ријеци која праву Црну Гору одваја од Брда.
Марко Миљанов када спомиње Брђане и Црногорце, Брђане, којима као Куч и сам припада, ставља на прво мјесто:
...од које имамо неки дио ми Брђани и Црногорци... и то више имају тога племена Брцка која су ближе Арбанији, као Васојевићи и Кучи... Па кад Арбанас љепше дочека и части Брђанина, но Брђанин њега... Ако се потрефи Арбанасу да га побратими Брђанин... А бивало је нашије Брђана и Арбанаса...
Никола I Петровић у својим мемоарима Куче не сматра Црногорцима : 
Једно момче, Перо Иванов, из Кучке крајине, из турске границе... Турци су могли лако убицу Пера Иванова савладати... она грозна недјела, која фанатични Турци починише... над невиним поданицима туђе државе, над Црногорцима, који су случајно својим пословима били у Подгорици... Убица Јусуфов, иако није био Црногорац, ако је и био турски поданик...

Никшићки лист Невесиње:
Као што се зна за Брђане и Црногорце, да су се често међу собом тукли и клали, племе с племеном и село са селом...
Страни путописци, као Приарт, су запазили да су становници Старе Црне Горе црни, а становници Брда плави. Павле Ровински је запазио да су свјетлије боје очи и коса, више код Бјелопавлића, Пипера, Дробњака и Пивљана.
Од децембра 2023. у Црној Гори је почео да излази часопис Брђанска земља.